# Federació de Societats de Resistència de la Regió Espanyola
La Federació de Societats de Resistència de la Regió Espanyola (FSORE) va ser una federació obrera anarquista fundada en 1900 i extingida en 1907, succeïda per Solidaritat Obrera. També fou denominada Nova FTRE, per ser també successora de la Federació de Treballadors de la Regió Espanyola.

## Origen
Després de dissolt el Pacte d'Unió i Solidaritat, es van fer diversos intents per reconstruir una organització que agrupés a les diverses organitzacions obreres espanyoles. Entre aquestes, a Haro el manifest del 21 de desembre de 1899 de l'Obrera Internacional, el 24 de gener de 1900 a Manlleu el manifest de la Comarcal del Ter, i finalment, a mitjan 1900 la societat de paletes El Porvenir convoca a un Congrés a Madrid. Es va realitzar del 13 al 15 d'octubre d'aquest any, amb l'assistència d'unes 150 societats obreres, que representaven a més de 50.000 afiliats. Allí es va aprovar la denominació de la Federació, a la qual es va anomenar també "Nova FTRE".

## Vida de la Federació
Els seus estatuts eren d'inequívoc contingut anarquista. Al seu segon congrés celebrat en Madrid en 1901, convocat pel seu secretari Francisco Soler, es van representar 73.000 afiliats, i es va adoptar la vaga general com a mètode més idoni per a l'emancipació obrera.
Al seu tercer congrés, celebrat a Madrid entre el 14 i 16 de maig de 1903, van participar 30 delegats representant a unes 100 societats obreres; es va aprovar l'ensenyament laic, la moderació de la vaga i es va recomanar la pràctica de la solidaritat. Al quart congrés, celebrat a Sevilla entre el 15 i 18 de maig de 1904, es va acordar repudiar els mitjans polítics, ratificant la vaga general com a mètode; la participació va ser sensiblement menor. El cinquè congrés va tenir lloc a Madrid, i va tenir lloc entre el 16 i 19 de maig de 1905, fou un fracàs, preveient un sisè congrés a La Corunya, que mai va arribar a convocar-se. Solament va arribar a editar un butlletí en aquesta ciutat, al començament de 1906, abans de dissoldre's.
Una de les reivindicacions més reclamades per aquesta federació va ser l'obtenció de la jornada laboral de 8 hores; a més de practicar-se l'acció directa contra l'Estat i la patronal, i la defensa de la vaga general. A Andalusia va tenir la seva actuació més preponderant durant l'onada de vagues rurals de 1902. També va tenir participació en vagues a ciutats com Gijón, La Corunya, Sevilla i Barcelona entre 1901 i 1902.
Després d'uns anys de debilitament de l'activitat del moviment obrer en general, i després de desaparèixer la FSORE, sorgí com a successora entre 1907 i 1908 Solidaritat Obrera.